# اچ‌ام‌اس مالت (۱۸۰۰)
اچ‌ام‌اس مالت (۱۸۰۰) (به انگلیسی: HMS Malta (1800)) یک کشتی است که طول آن ۱۹۴ فوت ۴ اینچ (۵۹٫۲ متر) می‌باشد. این کشتی در سال ۱۷۹۵ ساخته شد.